# Atalanta Bergamasca Calcio 1969-1970
Questa pagina raccoglie i dati riguardanti l'Atalanta Bergamasca Calcio nelle competizioni ufficiali della stagione 1969-1970.

## Stagione
Nella stagione 1969-1970 l'Atalanta disputa il campionato di Serie B, con 33 punti in classifica si è salvata per differenza reti dalla retrocessione in Serie C, è retrocessa la Reggiana con gli stessi punti dei bergamaschi, del Catanzaro e del Taranto. Con la Reggiana retrocedono anche il Piacenza con 32 punti ed il Genoa con 29 punti. Salgono in Serie A il Varese con 49 punti, il Foggia ed il Catania con 48 punti, giù dal podio, quarto il Mantova con 47 punti.
Dopo la retrocessione dell'anno precedente, il presidente Mino Baracchi decide di voltare pagina e puntare a un immediato ritorno nel massimo campionato, puntando sull'allenatore Corrado Viciani.
I risultati non arrivano, e a rimetterci è l'allenatore, esonerato e sostituito da Renato Gei. Anche il presidente si dimette, lasciando il mandato ad Achille Bortolotti, con la situazione sempre più preoccupante, con la squadra ai margini della zona retrocessione. L'ultimo avvicendamento in panchina porta Titta Rota alla guida dei neroazzurri, che si salvano dalla serie C solo per migliore differenza reti rispetto alla Reggiana.
In Coppa Italia il cammino dei neroazzurri si interrompe al primo turno a gironi nel quinto girone vinto dalla Juventus, a causa della sconfitta interna con il Mantova, il pareggio con la Juventus e la vittoria con il Brescia.

## Organigramma societario
Area direttiva
- Presidente: Mino Baracchi

Area organizzativa
- Segretario generale: Marino Leidi

Area tecnica
- Allenatore: Corrado Viciani
dal 14-12-1969 Renato Gei
dal 17-04-1970 Titta Rota
- Allenatore in seconda: Ilario Castagner

Area sanitaria
- Medico sociale: Giancarlo Gipponi
- Massaggiatore: Renzo Cividini

## Rosa
| N. |                      | Ruolo | Calciatore         |
| -- | -------------------- | ----- | ------------------ |
|    | Italia (bandiera)    | P     | Giorgio De Rossi   |
|    | Italia (bandiera)    | P     | Marcello Grassi    |
|    | Italia (bandiera)    | D     | Giuliano Castoldi  |
|    | Italia (bandiera)    | D     | Piero Dotti        |
|    | Argentina (bandiera) | D     | Miguel Longo       |
|    | Italia (bandiera)    | D     | Antonio Maggioni   |
|    | Italia (bandiera)    | D     | Lionello Maianti   |
|    | Italia (bandiera)    | D     | Franco Nodari      |
|    | Italia (bandiera)    | D     | Luciano Poppi      |
|    | Italia (bandiera)    | C     | Gabriele Bolognesi |
|    | Italia (bandiera)    | C     | Pietro Noris       |

| N. |                   | Ruolo | Calciatore          |
| -- | ----------------- | ----- | ------------------- |
|    | Italia (bandiera) | C     | Ambrogio Pelagalli  |
|    | Italia (bandiera) | C     | Giovanni Sacco      |
|    | Italia (bandiera) | C     | Gianluigi Savoldi   |
|    | Italia (bandiera) | C     | Alberto Sironi      |
|    | Italia (bandiera) | C     | Giuseppe Zaniboni   |
|    | Italia (bandiera) | A     | Giuseppe Cattaneo   |
|    | Italia (bandiera) | A     | Gianni Comini       |
|    | Italia (bandiera) | A     | Gianpaolo Incerti   |
|    | Italia (bandiera) | A     | Roberto Mazzanti    |
|    | Italia (bandiera) | A     | Adriano Novellini   |
|    | Italia (bandiera) | A     | Vincenzo Traspedini |

## Risultati

### Campionato

#### Girone di andata
| Arbitro: | Lattanzi (Roma) |

|           |           |  |
| Bigon 27’ | Marcatori |  |

| Arbitro: | D'Agostini (Roma) |

|                       |           |                            |
| Pirola 40’ Toschi 41’ | Marcatori | 35’ Novellini 70’ Maggioni |

| Arbitro: | Casarin (Milano) |

|                                             |           |  |
| Cattaneo 6’, 30’ Novellini 48’ Mazzanti 82’ | Marcatori |  |

| Arbitro: | Acernese (Roma) |

|                         |           |                                  |
| Malavasi 28’ Casini 60’ | Marcatori | 8’ (aut.) Napoleoni 66’ Zaniboni |

| Arbitro: | Trono (Torino) |

|              |           |            |
| Cattaneo 12’ | Marcatori | 32’ Santon |

| Bergamo 19 ottobre 1969 6ª giornata | Atalanta                  | 0 – 0 | Ternana | Stadio Comunale\| Arbitro: \| Campanini (Finale Emilia) \| |
| Arbitro:                            | Campanini (Finale Emilia) |       |         |                                                            |

| Arbitro: | Di Tonno (Lecce) |

|               |           |  |
| Cavazzoni 78’ | Marcatori |  |

| Bergamo 2 novembre 1969 8ª giornata | Atalanta           | 0 – 0 | Genoa | Stadio Comunale\| Arbitro: \| Michelotti (Parma) \| |
| Arbitro:                            | Michelotti (Parma) |       |       |                                                     |

| Arbitro: | Trinchieri (Reggio Emilia) |

|             |           |  |
| Musiello 7’ | Marcatori |  |

| Bergamo 23 novembre 1969 10ª giornata | Atalanta            | 0 – 0 | Modena | Stadio Comunale\| Arbitro: \| Francescon (Padova) \| |
| Arbitro:                              | Francescon (Padova) |       |        |                                                      |

| Cesena 30 novembre 1969 11ª giornata | Cesena                       | 0 – 0 | Atalanta | Stadio La Fiorita\| Arbitro: \| De Robbio (Torre Annunziata) \| |
| Arbitro:                             | De Robbio (Torre Annunziata) |       |          |                                                                 |

| Bergamo 7 dicembre 1969 12ª giornata | Atalanta       | 0 – 0 | Varese | Stadio Comunale\| Arbitro: \| Monti (Ancona) \| |
| Arbitro:                             | Monti (Ancona) |       |        |                                                 |

| Arbitro: | Lattanzi (Roma) |

|                 |           |                    |
| Perego 35’, 84’ | Marcatori | 65’ (rig.) Incerti |

| Arbitro: | Trono (Torino) |

|                            |           |  |
| Traspedini 25’ Incerti 51’ | Marcatori |  |

| Arbitro: | Gialluisi (Barletta) |

|  |           |            |
|  | Marcatori | 71’ Sironi |

| Arbitro: | Panzino (Catanzaro) |

|  |           |           |
|  | Marcatori | 70’ Prato |

| Arbitro: | Cantelli (Firenze) |

|                              |           |              |
| Salvemini 20’ Pittofrati 58’ | Marcatori | 11’ Cattaneo |

| Arbitro: | Possagno (Treviso) |

|                              |           |  |
| Traspedini 58’ Novellini 76’ | Marcatori |  |

| Bergamo 25 gennaio 1970 19ª giornata | Atalanta       | 0 – 0 | Mantova | Stadio Comunale\| Arbitro: \| Monti (Ancona) \| |
| Arbitro:                             | Monti (Ancona) |       |         |                                                 |

#### Girone di ritorno
| Bergamo 1º febbraio 1970 20ª giornata | Atalanta         | 0 – 0 | Foggia | Stadio Comunale\| Arbitro: \| Gonella (Torino) \| |
| Arbitro:                              | Gonella (Torino) |       |        |                                                   |

| Arbitro: | Giunti (Arezzo) |

|               |           |  |
| Novellini 80’ | Marcatori |  |

| Piacenza 15 febbraio 1970 22ª giornata | Piacenza          | 0 – 0 | Atalanta | Stadio Galleana\| Arbitro: \| Bianchi (Firenze) \| |
| Arbitro:                               | Bianchi (Firenze) |       |          |                                                    |

| Arbitro: | Campanini (Finale Emilia) |

|                    |           |                         |
| Incerti 37’ (rig.) | Marcatori | 8’ Beretti 49’ Malavasi |

| Livorno 1º marzo 1970 24ª giornata | Livorno            | 0 – 0 | Atalanta | Stadio Comunale\| Arbitro: \| Possagno (Treviso) \| |
| Arbitro:                           | Possagno (Treviso) |       |          |                                                     |

| Arbitro: | Gialluisi (Barletta) |

|                          |           |                |
| Liguori 51’ Cardillo 62’ | Marcatori | 73’ Traspedini |

| Arbitro: | Trinchieri (Reggio Emilia) |

|  |           |            |
|  | Marcatori | 75’ Limena |

| Arbitro: | Giunti (Arezzo) |

|                |           |               |
| Speggiorin 52’ | Marcatori | 19’ Novellini |

| Arbitro: | Bernardis (Roma) |

|                                  |           |  |
| Incerti 25’ (rig.) Novellini 89’ | Marcatori |  |

| Arbitro: | Barbaresco (Cormons) |

|                     |           |            |
| R. Merighi 72’, 74’ | Marcatori | 36’ Sironi |

| Bergamo 19 aprile 1970 30ª giornata | Atalanta         | 0 – 0 | Cesena | Stadio Comunale\| Arbitro: \| Gonella (Torino) \| |
| Arbitro:                            | Gonella (Torino) |       |        |                                                   |

| Arbitro: | Carminati (Milano) |

|                       |           |                           |
| Bettega 7’ Braida 32’ | Marcatori | 11’ Novellini 84’ Incerti |

| Arbitro: | Possagno (Treviso) |

|                        |           |  |
| Novellini 16’ Sacco 65 | Marcatori |  |

| Arbitro: | Di Tonno (Lecce) |

|               |           |  |
| Innocenti 54’ | Marcatori |  |

| Bergamo 17 maggio 1970 34ª giornata | Atalanta           | 0 – 0 | Pisa | Stadio Comunale\| Arbitro: \| Michelotti (Parma) \| |
| Arbitro:                            | Michelotti (Parma) |       |      |                                                     |

| Arbitro: | Lattanzi (Roma) |

|                  |           |              |
| Prato 21’ (rig.) | Marcatori | 77’ Cattaneo |

| Arbitro: | De Robbio (Torre Annunziata) |

|                     |           |  |
| Mazzanti 16’ (rig.) | Marcatori |  |

| Arbitro: | Giunti (Arezzo) |

|                                   |           |  |
| Spagnolo 50’ D. Crippa 79’ (rig.) | Marcatori |  |

| Arbitro: | D'Agostini (Roma) |

|                   |           |             |
| Tomeazzi 17’, 70’ | Marcatori | 62’ Incerti |

### Coppa Italia - girone 5
| Arbitro: | Vacchini (Milano) |

|            |           |                          |
| Simoni 62’ | Marcatori | 44’ Novellini 77’ Comini |

| Arbitro: | Barbaresco (Cormons) |

|                     |           |             |
| Mazzanti 70’ (rig.) | Marcatori | 73’ Del Sol |

| Arbitro: | Levrero (Genova) |

|                          |           |                                              |
| Cattaneo 40’ Incerti 55’ | Marcatori | 5’ (rig.), 42’ (rig.) Danova 64’ Sanseverino |

## Statistiche

### Statistiche di squadra
| Competizione | Punti | In casa | In casa | In casa | In casa | In casa | In casa | In trasferta | In trasferta | In trasferta | In trasferta | In trasferta | In trasferta | Totale | Totale | Totale | Totale | Totale | Totale | DR |
| Competizione | Punti | G       | V       | N       | P       | Gf      | Gs      | G            | V            | N            | P            | Gf           | Gs           | G      | V      | N      | P      | Gf     | Gs     | DR |
| ------------ | ----- | ------- | ------- | ------- | ------- | ------- | ------- | ------------ | ------------ | ------------ | ------------ | ------------ | ------------ | ------ | ------ | ------ | ------ | ------ | ------ | -- |
| Serie B      | 33    | 19      | 7       | 9       | 3       | 16      | 5       | 19           | 1            | 8            | 10           | 14           | 24           | 38     | 8      | 17     | 13     | 30     | 29     | +1 |
| Coppa Italia |       | 2       | 0       | 1       | 1       | 3       | 4       | 1            | 1            | 0            | 0            | 2            | 1            | 3      | 1      | 1      | 1      | 5      | 5      | 0  |

### Statistiche dei giocatori
| Giocatore     | Serie B  | Serie B | Coppa Italia | Coppa Italia | Totale   | Totale |
| Giocatore     | Presenze | Reti    | Presenze     | Reti         | Presenze | Reti   |
| ------------- | -------- | ------- | ------------ | ------------ | -------- | ------ |
| G. Bolognesi  | 0        | 0       | 0            | 0            | 0        | 0      |
| G. Castoldi   | 9        | 0       | 0            | 0            | 9        | 0      |
| G. Cattaneo   | 21       | 5       | 3            | 1            | 24       | 6      |
| G. Comini     | 17       | 0       | 2            | 1            | 19       | 1      |
| G. De Rossi   | 36       | 0       | 3            | 0            | 39       | 0      |
| P. Dotti      | 9        | 0       | 1            | 0            | 10       | 0      |
| M. Grassi     | 4        | 0       | 0            | 0            | 4        | 0      |
| G. Incerti    | 24       | 6       | 3            | 1            | 27       | 7      |
| M. Longo      | 32       | 0       | 2            | 0            | 34       | 0      |
| A. Maggioni   | 34       | 1       | 0            | 0            | 34       | 1      |
| L. Maianti    | 11       | 0       | 0            | 0            | 11       | 0      |
| R. Mazzanti   | 26       | 2       | 3            | 1            | 29       | 3      |
| F. Nodari     | 2        | 0       | 1            | 0            | 3        | 0      |
| P. Noris      | 5        | 0       | 0            | 0            | 5        | 0      |
| A. Novellini  | 36       | 8       | 3            | 1            | 39       | 9      |
| A. Pelagalli  | 32       | 0       | 3            | 0            | 35       | 0      |
| L. Poppi      | 35       | 0       | 2            | 0            | 37       | 0      |
| G. Sacco      | 29       | 1       | 3            | 0            | 32       | 1      |
| G.L. Savoldi  | 11       | 0       | 1            | 0            | 12       | 0      |
| A. Sironi     | 37       | 2       | 3            | 0            | 40       | 2      |
| V. Traspedini | 14       | 3       | 0            | 0            | 14       | 3      |
| G. Zaniboni   | 24       | 1       | 3            | 0            | 27       | 1      |